# Ангеліно Дульсерт

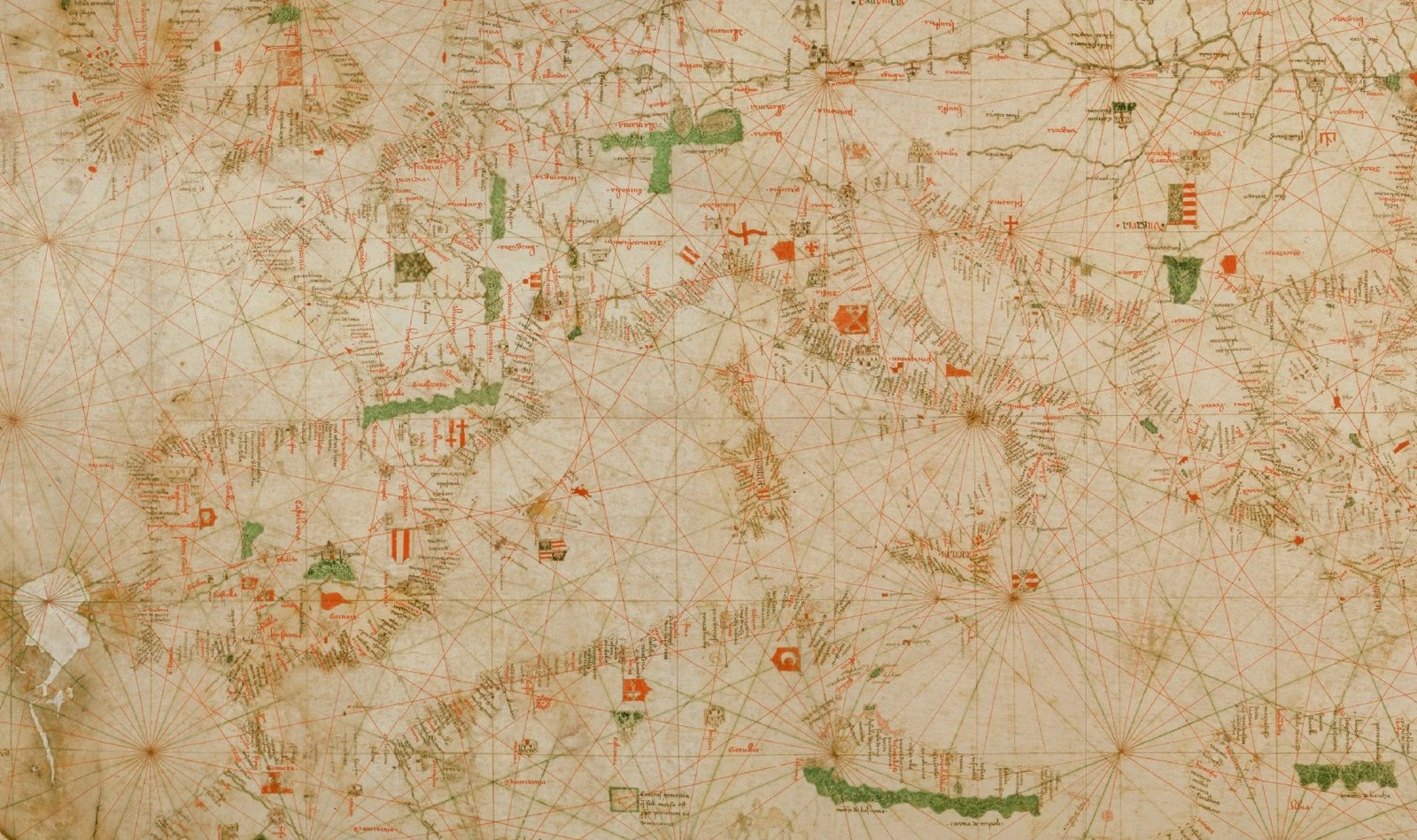
Фрагмент портолана Далорто 1325 року

Ангеліно Дульсерт (лат. Angelino Dulcert), можливо, та сама особа, що й Ангеліно Далорто (лат. Angelino de Dalorto) і чиє справжнє ім'я було, ймовірно, Анджеліно де Дульчето або Дульчеті  чи навіть Анджелі Дольчет — картограф, імовірно італійського (генуезького) походження, що працював у місті Пальмі на Майорці в першій половині XIV століття.
Його авторству приписують принаймні дві збережені донині навігаційні карти — портолани: «портолан Дульсерта» 1339 року і «портолан Далорто» 1325 року. Другий портолан, створений на Майорці в 1339 році є найстарішим відомим зразком портоланів, що відносяться до Майорканської карторафічної школи.
Є також припущення, що Дульсерт може бути автором третього, недатованого та непідписаного портолану, що зберігається у Лондоні.
На його першому портолані (1325—1330 рр.) Середземного та Чорного морів є напис «RUTENIAM' (біля витоків Дніпра). На другому портолані (1327 р.) Середземного та Чорного морів є напис „Civit de Leo“ (Львів). Це одне із перших зображень Львова. На інших українських землях більше ніяких міст не позначено, навіть Києва, виняток — густа мережа ойконімів на узбережжі Чорного моря.

## Портолан Далорто 1325 /1330 року
Портолан було створено, ймовірно, в Генуї. Підпис на ньому традиційно читали як „Hoc opus fecit Angelinus de Dalorto ano dñi MCCXXV de mense martii composuit hoc“. Пізніше прочитання уточнили як „Angelinus de Dulceto'“ та „ano dñi MCCXXX“, таким чином ім'я автора і рік стали читати не як „Далорте“ і „1325“, а як „Дульсето“ і „1330“, що дозволило вважати Ангеліно Дульсерта і Ангеліно Далорте однією і тією ж самою особою.
Багато в чому портолан 1325 року знаменує собою перехідну точку між генуезькою та майорканською картографічними школами. Здебільшого портолан Далорто дотримується стриманого італійського стилю, переважно орієнтованого на узбережжя, прикладом якого є ранні портолани його попередника-генуезця П'єтро Весконте. Але в той же час вже помітний відхід від початкового аскетизму — починають з'являтись зображення деталей на суходолі, такі як мініатюрні міста, гірські хребти та річки. Ця тенденція надалі набуде розквіту у пізнішій майорканській школі. Деякі деталі портолана Далорто 1325 року, такі як забарвлення Червоного моря в червоний колір, зображення Атлаських гір у формі пальми, Альп у вигляді курячої лапи, наявність „пагорбів“ на р. Дунай тощо, з часом стануть характерними ознаками майорканського картографічного стилю.
До картографічних досягнень портолана Далорто належить більш детальне і якісне зображення Північної Європи (зокрема Балтійського моря), ніж зустрічалось раніше серед його попередників.
Карта Далорто також є першою, на якій зображено міфічний острів Бразиль у формі диска на південному заході від Ірландії. Його позначено написом „Insula de montonis siue abresil“.
Портолан намальований на єдиному аркуші пергаменту розміром 107 × 66 см. Цей портолан зберігається в приватній колекції князя Корсіні у Флоренції.

## Портолан Дульсерта 1339 року. Перша карта, що позначає Канарські острови

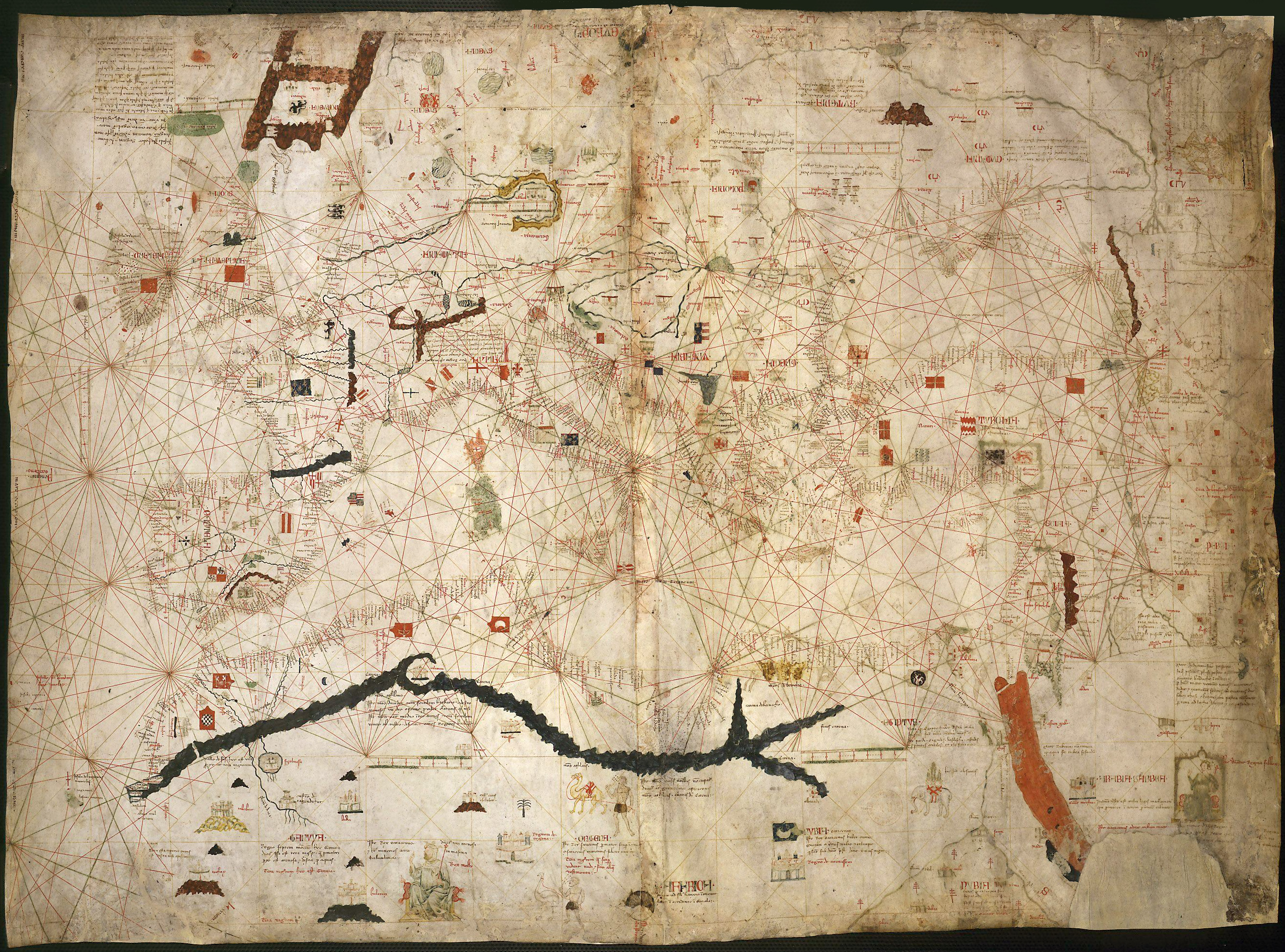
Портолан Дульсерта 1339 року. Перший портолан Майорканської картографічної школи.

Портолан Ангеліно Дульсерта, створений на Майорці у 1339 році. Позначений латинським підписом: „ano MCCCXXXVIIII mense Augusto Angelino Dulcert in civitate Maioricarum composuit“.
Портолан Дульсерта 1339 року є важливим для історії картографії і досліджень атлантичних островів тим, що саме він дає перше відоме зображення одного з Канарських островів — а саме острова Лансароте, Острів позначено як Insula de Lanzarotus Marocelus (Острів Ланзарота Мароцело) і є очевидним посилання на генуезького мореплавця Ланцеротто Малочелло, який здійснив плавання та на позначення державної приналежності острова прикріплює до нього генуезький герб (звичай, якого дотримуватимуться майбутні картографи Майорканської школи).
На портолані також наведено зображення двох островів, розташованих на місці островів Мадейра, що підписані Капрарія і Канарія (легендарні назви „Щасливих островів“, відомих з творів античних авторів, таких як Птолемей та ін.).
Портолан Дульсерта 1339 року вважається першим портоланом картографічної школи Майорки. Хоча деякі його характерні риси вже були присутні на портолані Далорто 1325 року, портолан йде далі у розвитку внутрішніх ілюстрацій, зокрема, додаються мініатюрні зображення людей.
Портолан намальовано на двох аркушах пергаменту, об'єднаних в одну карту загальним розміром 102 × 75 см (в той же час портолан Далорто 1325 року було створено на єдиному аркуші пергаменту). Зберігається в колекції Національної бібліотеки Франції (B.696) в Парижі.
На цьому портолані також позначено м.Львів, що є одним з найперших позначень цього міста на картах.

## Лондонський портолан
Деякі дослідники приписують Дульсерту також портолан, що зберігається в Лондоні Цей портолан не датовано і не підписано. Дослідники портоланів відносять його виготовлення до 1327‑1340‑х років: А. Ю. Гордєєв — до 1327 р., H. Winter — 1327‑1330 рр., M. Destombes — 1335 р., T. Campbell (Тоні Кемпбелл) — 1339 р., R. Pujades (Рамон Пуядес) — 1340 р.
Розмір портолану 103 × 54 см. Зберігається: Велика Британія, Лондон, Британська бібліотека, Additional MS 25691.

## Зображення українських земель на портоланах Дульсерта
На портолані Далорто (1325/1330 рр.) є напис „RUTENIAM“ (біля витоків Дніпра).
На Лондонському портолані є напис „Civit  de Leo“ (Львів). Це одне із перших зображень Львова на карті. Значок міста Львова увінчує прапор, де на зеленому полі зображено червоний хрест, який „виростає“ з півмісяця. Цей прапор згадується також у творі іспанського подорожника, ченця ордену Францисканців середини XIV ст. „Книга знань про всі королівства…“
На портолані Дульсерта (1339 р.) зображено Львів (Civita  de Leo) як європейське місто зі своїм прапором. Під значком міста напис латинською мовою: „До цього міста прибувають купці із прянощами, які пізніше вирушають через Готландське море до Фландрії, здебільшого у Брюгге“ (Готландське — колишня назва Балтійського моря).
Територію сучасної України позначено назвами країн: на схід від Львова — Русь (RUTENIA — великими літерами; біля витоків Дніпра) та на захід від нього — Польща (Polonia). Ліворуч напис montes Rossie (гори Русі) і малюнок гір, з яких у бік Чорного моря витікає Дніпро. Нижче „гір Русі“ ще кілька дрібних написів Rossia. Києва на цій карті немає. Натомість в українських причорноморських степах на Лівобережжі є країна ALIANIA (Аланія), на Правобережжі — країна BURGARIA, на схід від Аланії — країна Куманія (QVMANIA). Під написами ALIANIA та QVMANIA зображені символи влади Золотої орди (тамга Бату (Батия) з півмісяцем). На краю карти на схід від Причорномор'я, зображений хан Узбек і ті ж символи.